# 馬塞爾曼角
71°17′S 61°0′W / 71.283°S 61.000°W
馬塞爾曼角（英語：Cape Musselman），是南極洲的海岬，位於帕爾默地東岸，在1940年由美國研究隊發現，以該隊的成員命名，該海岬現時由南極條約體系管理。